# Refugiados saarauís
Refugiados sarauís se referem aos refugiados da Guerra do Saara Ocidental (1975-1991) e seus descendentes, que ainda estão na sua maioria povoando os campos de refugiados sarauís de Tindouf, Argélia.

## História
A maior concentração de refugiados sarauís foi criada em 1975-1976, quando os refugiados estavam fugindo das forças marroquinas, que avançaram através do Saara Ocidental durante a Guerra do Saara Ocidental entre Marrocos e a Frente Polisário. Esses refugiados acabaram em campos de refugiados sarauís na província de Tindouf, Argélia. Como a maioria dos refugiados continuam a viver nos acampamentos, a situação destes está entre as mais prolongadas em todo o mundo. 
Milhares de refugiados sarauís étnicos do Saara Ocidental também fugiram para a Mauritânia para escapar da guerra, que começou quando o Marrocos anexou o Saara Ocidental em 1976. A incerteza sobre o futuro político do Saara Ocidental dissuadiu os refugiados sarauís a regressar.
Desde a criação do problema dos refugiados sarauís na década de 1970, um número significativo de refugiados têm tentado atualizar o seu estatuto, deixando os campos de refugiados de Tindouf e as aldeias do norte da Mauritânia. Alguns escolheram imigrar para a Europa, como parte da onda de migração geral da África, enquanto outros se dispersaram na Mauritânia.